# Alfiere (personaggio)
Lucas Bishop, noto in italiano anche come Alfiere, è un personaggio dei fumetti statunitensi creato da John Byrne (testi) e Whilce Portacio (testi e disegni) nel 1991, pubblicato dalla Marvel Comics. Appartiene al gruppo degli X-Men ed è apparso per la prima volta in The Uncanny X-Men n. 282 del novembre 1991.

## Biografia del personaggio
Lucas Bishop (di nazionalità australiana e di origine aborigena) nacque in un futuro possibile dell'universo Marvel in cui la guerra tra umani e mutanti aveva distrutto la Terra. Lucas venne marchiato come mutante con un segno a forma di M sul volto, attorno all'occhio destro; si arruolò alla X.S.E (Xavier's Security Enforcement), una forza di polizia creata per riportare il mondo alla normalità, quando le sentinelle sfuggirono al controllo desiderose di annientare gli umani e i mutanti.
Alfiere con i suoi compagni inseguì il criminale mutante Trevor Fitzroy, famoso per le sue capacità di viaggiare nel tempo, in un varco temporale e si ritrovò nel presente degli X-Men, gli eroi che aveva sempre idolatrato da bambino. I suoi compagni vennero uccisi da Fitzroy e dai suoi alleati, rimasto solo venne trovato dagli X-Men e divenne presto un membro della squadra per molti anni.
Alfiere ha fatto parte di una squadra guidata da Tempesta per recuperare i diari di Irene Adler in cui c'era scritto il destino dell'umanità e di una squadra di polizia composta da alcuni X-Men per garantire la sicurezza sia dei mutanti che degli umani. Durante queste avventure ha scoperto di essere un discendente del mutante Gateway, vecchia conoscenza degli X-Men.

### Civil War
Infuriato con Ciclope per aver lasciato fuggire i mutanti rimasti dall'M-Day dall'istituto si unisce a Iron Man per recuperarli. Verrà contrastato da una squadra composta da Ciclope, Bestia, Arcangelo e l'Uomo Ghiaccio. È uno dei pochi mutanti ad aver assunto una posizione non neutrale durante Civil War, schierandosi di fatto a favore della registrazione (o meglio alleandosi con la fazione ad essa favorevole).

### Messiah Complex
Qui Alfiere tenterà di uccidere la nuova mutante nata dopo l'M-Day, che nel suo futuro aveva causato la reclusione di tutti i mutanti in campi di concentramento. Cable riuscirà però a salvare la mutante, e a portarla nel futuro. Alfiere, per tentare di fermare Cable, colpisce e uccide apparentemente Xavier.

### Caccia a Hope
Alfiere attaccò il mutante Forge per poter ottenere un dispositivo per viaggiare nel tempo, così da poter uccidere la bambina, ora chiamata Hope Summers, ufficialmente adottata da Cable. Per ucciderla distrusse il futuro dove lei e Cable si erano nascosti, utilizzando delle bombe nucleari. Hope e Cable riuscirono però a fuggire in altri futuri, e allora Alfiere distrusse anche quelli.

### Messiah War
Alfiere incontro Stryfe, clone malvagio di Cable per farsi aiutare a uccidere Hope. Però poi lo tradì e lo lascio ad Apocalisse. Cable però lo lascio nel futuro, dove dovette affrontare i Reverant, comandati da Cassandra Nova.

### Uncanny X-Force
Alfiere tornò indietro nel tempo per inseguire Cassandra, che si era recata nel passato per poter conquistare il modo prima. Alfiere si alleò con la X-Force di Tempesta per fermarla. Tempesta gli rubò però i ricordi riguardanti Hope, che però riacquisí dopo la sconfitta di Cassandra.

## Poteri e abilità
Lucas Bishop è un mutante in grado di assorbire ed emettere vari tipi di energia, in quantità considerevoli.
Egli assorbe costantemente queste forme di energia, sia radianti che conduttive, con una capacità notevole di assorbimento, risultando perciò quasi invulnerabile a questi attacchi di tipo energetico. Allo stesso modo è capace di assorbire l'energia cinetica, ma ad un livello molto inferiore rispetto alle altre, quindi rispetto a Sebastian Shaw che ha alcuni poteri simili, Alfiere risulta vulnerabile ai proiettili o ad un colpo inferto da un corpo contundente, come una mazza o un pugnale, essendo solo in grado di attutire parzialmente un simile colpo. Alfiere assorbe anche l'energia psichica emessa dai telepati, ciò gli consente di rallentare o attutire la loro presa sulla sua mente, ma non lo rende totalmente immune dai loro poteri. Ha mostrato inoltre la capacità di assorbire persino l'energia magica utilizzata da alcuni personaggi. C'è però un limite alle sue capacità di assorbimento e se lo supera di troppo, rischia l'autodistruzione.
Ogni volta che assorbe una forma di energia può dunque utilizzarla per ricaricarsi ed Alfiere riutilizza le energie che ha assorbito in due modi principali: anzitutto con esse si rigenera e si rafforza, ottenendo così una forza ed una resistenza fisica sovrumane; è inoltre in grado di riemettere l'energia accumulata lanciando colpi energetici, sia direttamente dal proprio corpo, sia attraverso l'utilizzo di strumenti che la incanalano.
In più è un abile utilizzatore di armi, utilizzando spesso delle speciali pistole o un grosso fucile, dentro i quali egli è in grado di incanalare le forme di energia che ha da poco assorbito. Egli ha mostrato delle eccellenti doti investigative.
Bishop è un viaggiatore nel tempo e nello spazio ed ha mostrato l'abilità di essere sempre cosciente in quale epoca ed in che luogo si trovi, questa abilità può essergli derivata dal suo antenato Gateway, un navigatore spaziotemporale.

## Altre versioni

### Ultimate
In Ultimate X-Men è molto più anziano ma è comunque un viaggiatore temporale, che intende proteggere il professor Xavier da Cable, che lo vuole uccidere. Credendo di aver fallito la propria missione, fonda un nuovo gruppo di X-Men.
Tuttavia, egli sembrerebbe già comparso in Ultimate X-Men n. 22, quando Emma Frost chiede al governo statunitense alcuni giovani mutanti per creare una scuola per mutanti. Su uno schermo si vede un muscoloso afro-americano, ed il presidente dice: «no, ad Alfiere no». Tra l'altro il vecchio Alfiere incontra in carcere quello giovane e lo esorta a ravvedersi.

### Amalgam
Nell'universo Amalgam a capo della JLX (la Justice League fusa con gli X-Men) c'è il misterioso Mister X che, sebbene parzialmente ispirato al Professor X, è in realtà l'amalgama di Alfiere e Martian Manhunter.

## Altri media
Appare col volto dell'attore francese Omar Sy nel film X-Men - Giorni di un futuro passato (2014) di Bryan Singer.